# Gausganj
Gausganj è una suddivisione dell'India, classificata come census town, di 7.708 abitanti, situata nel distretto di Kanpur Dehat, nello stato federato dell'Uttar Pradesh. 